# نادي النعيرية
نادي النعيرية الرياضي هو نادي رياضي سعودي، يقع في محافظة النعيرية، الواقعة في شمال شرق السعودية.
شارك نادي النعيرية في عدة مشاركات في المنطقة وحقق بعض الإنجازات، وأما أبرز اللاعبين السابقين هو المهاجم محمد عواض وفي فئة الشباب المدافع الصلب حميدان عبد الرحمن الحميدان.

## تشكيلة الفريق الحالية
ملاحظة: تشير الأعلام إلى المنتخب الوطني على النحو المحدد في قواعد الأهلية للفيفا. قد يحمل اللاعبون أكثر من جنسية واحدة غير تابعة للفيفا.
| الرقم | البلد    | المركز | اللاعب            |
| ----- | -------- | ------ | ----------------- |
| --    | السعودية | حارس   | محمد المقهوي      |
| --    | السعودية | حارس   | محمد اللقمان      |
| --    | السعودية | حارس   | مسلم السلطان      |
| --    | السعودية | مدافع  | فيصل الدليمي      |
| --    | السعودية | مدافع  | عبد الإله الهزيم  |
| --    | السعودية | مدافع  | مناور الميموني    |
| --    | السعودية | مدافع  | علي النخلي        |
| --    | السعودية | مدافع  | فيصل الراجحي      |
| --    | السعودية | مدافع  | حيدر الثنيان      |
| --    | السعودية | مدافع  | مرتضى أوخيك       |
| --    | تونس     | مدافع  | سيف الدين العكرمي |
| --    | السعودية | وسط    | محمد العامودي     |
| --    | السعودية | وسط    | عيسى الدوسري      |

| الرقم | البلد     | المركز | اللاعب            |
| ----- | --------- | ------ | ----------------- |
| --    | السعودية  | وسط    | حمزة الموسى       |
| --    | السعودية  | وسط    | محمد المسبح       |
| --    | السعودية  | وسط    | ضافر القحطاني     |
| --    | السعودية  | وسط    | نواف الراجحي      |
| --    | السعودية  | وسط    | يوسف آل شيف       |
| --    | السعودية  | وسط    | نواف الشنيشني     |
| --    | السعودية  | وسط    | محمد الوتيدي      |
| --    | السعودية  | وسط    | عبد الرحمن نجعي   |
| --    | الكاميرون | وسط    | ويلفريد بيسو      |
| --    | السعودية  | مهاجم  | مصطفى الموسوي     |
| --    | السعودية  | مهاجم  | تركي آل زين الدين |
| --    | غينيا     | مهاجم  | محمد كامارا       |